# 5258 Rhoeo
5258 Rhoeo eller 1989 AU1 är en trojansk asteroid i Jupiters lagrangepunkt L4. Den upptäcktes 1 januari 1989 av den japanska astronomen Yoshiaki Oshima vid Gekko-observatoriet. Den är uppkallad efter Rhoeo i den grekiska mytologin.
Asteroiden har en diameter på ungefär 53 kilometer.